# Håkons Hall
Håkons Hall – hala widowiskowo-sportowa w Lillehammer w Norwegii. Została otwarta w 1993 roku. W 1994 w hali odbywały się mecze hokejowe XVII Zimowych Igrzysk Olimpijskich, a także Igrzysk Paraolimpijskich. W 1999 odbyły się tam Mistrzostwa Świata w hokeju na lodzie. Arena gościła Mistrzostwa Świata w piłce ręcznej kobiet 1999 roku. W 2008 roku odbyły się finały mistrzostw Europy w piłce ręcznej mężczyzn. Z kolei w 2004 roku odbył się Konkurs Piosenki Eurowizji dla Dzieci. 
Na terenie hali znajduje się również Norweskie Muzeum Olimpijskie.